# Liberty Basic
Liberty Basic ist ein Dialekt der Programmiersprache BASIC und eine kommerzielle integrierte Entwicklungsumgebung, mit der Programme für Windows erstellt werden können.
Version 5 soll es in Versionen für Windows, Linux und Mac OS geben.

## Geschichte
Liberty BASIC wurde ursprünglich von Carl Gundel geschrieben und wird seit 1992 durch sein Unternehmen Shoptalk Systems herausgegeben und weiterentwickelt. Die letzte Aktualisierung erfolgte 2017. Die aktuelle Version ist v4.5.1.

## Allgemeines
Neben einer MS-DOS-ähnlichen Konsole, verwendet Liberty BASIC auch die grafische Benutzeroberfläche (englisch: Graphical User Interface, GUI). Die Software enthält einen visuellen Formdesigner, FreeForm genannt, welcher in Liberty Basic geschrieben ist. Das Programm wurde durch die Liberty Basic Gemeinschaft weiter ausgebaut. Der JIT-Compiler kompiliert (wie bei Java Virtual Machine) nach Bytecode der durch eine Runtime Engine ausgeführt wird. Liberty BASIC ist Shareware und nur registrierte Anwender können eigenständige Programme erzeugen.
Spezielle Bestandteile von Liberty BASIC sind:
1. Quellcode Level Debugger
2. Aufrufen von DLLs und APIs
3. Unterstützung von Farbgrafiken
4. Sprite Animation, Klang, Musik, Maus- und Joystick-Steuerung
5. Erstellen eines Paketes zum Erzeugen eines eigenständigen Programms
6. Ein Zusatzpaket genannt ASSIST, mit Quellcode-Formatierer, Quellcode-Versionsverwaltung, Leistungsanzeige im Debugger und Quellcode-Vergleich

Mit Version 4.04 ist das Zusatzpaket Assist mit der Grundversion zur Pro Version verschmolzen worden.

## Programmiersprache
Es war eine zentrale Idee, die Behandlung der Fenster nach derselben Syntax wie die Dateibehandlung zu modellieren.
Beispiel aus der Liberty BASIC-Hilfe: „Der OPEN Befehl ermöglicht die Kommunikation mit einer Datei, einem Fenster, einer DLL oder einem seriellen Port.“
| OPEN device FOR purpose AS #handle {LEN = n}        |
| OPEN Gerät FOR Zweck AS #eindeutiger Name {LEN = n} |

Diese universelle Syntax ist eine der Eigenschaften von Liberty BASIC, die es einfacher zu erlernen machen. Sobald ein „Gerät“ geöffnet ist, kann man Daten und auch Steuerbefehle an das Gerät senden. Dieser Befehl „kann mit PRINT angegeben werden“. Für jedes Gerät gibt es eigene Befehlssätze. In den neueren Versionen von Liberty BASIC kann das Wort „Print“ weggelassen werden, wodurch die Syntax noch einfacher wird.

## Zum Beispiel
| Der Quellcode | NOMAINWIN OPEN "Aufschrift des Fensters" FOR window AS #Fenster #Fenster "trapclose [quit]" 'oder PRINT #Fenster, "trapclose [quit]" WAIT [quit] CLOSE #Fenster END |
| erzeugt       | |